# 児玉幸多
児玉 幸多（こだま こうた、1909年〈明治42年〉12月8日 - 2007年〈平成19年〉7月4日）は、日本の歴史学者。学位は、文学博士。学習院大学名誉教授。学習院大学学長・学習院女子短期大学学長を歴任。品川区立品川歴史館名誉館長、千曲市名誉市民。「日本近世農村・交通史の泰斗」と呼ばれた。

## 経歴・人物
出生から学生時代
1909年、長野県更級郡稲荷山町（現在の千曲市稲荷山）生まれ。
旧制東京府立第二中学、旧制成蹊高等学校を経て、東京帝国大学国史学科に入学。児玉が少年期を過ごした故郷の稲荷山町は、江戸時代の善光寺街道最大の宿場町として栄え、明治期までは商都としても栄えた街であった。その最大の理由は、善光寺街道として知られる北国街道と北国西街道の事実上の合流点であり、善光寺街道から谷街道が分岐する交通の要衝であったためである。そういった自身の生い立ちの影響もあって、東京帝国大学文学部国史学科の卒業論文は「近世初期における農村の発達」であった。
1932年（昭和7年）3月に東京帝国大学を卒業し、同大学大学院に進学。
卒業以降
1934年、東京帝国大学大学院を満期退学。同年に第七高等学校造士館教授に就いた。1938年（昭和13年）4月、学習院教授に転じた。学習院大学では史学の教育・研究に尽力。1945年には、皇后宮御用掛、東宮職御用掛、宮内府御用掛。
戦後
1948年より学習院中等科長を務める。1949年に新制大学として学習院大学が開校すると、1950年3月より学習院大学教授を兼務した。
同年5月26日、昭和天皇と香淳皇后に「桜町天皇の御事蹟」と題する進講を行う。また、1951年（昭和25年）5月から9月にかけて、皇居にて催された科学委員会合に出席。織田信長、豊臣秀吉について進講した。
1961年3月、学位論文『近世宿駅制度の研究』を東京大学に提出して文学博士の学位を取得。1961年に、文学部史学科が設置されると、その主任も務めた。
1962年、学習院女子短期大学学長に就任。1973年からは学習院大学学長を務めた。1980年3月に学習院大学を定年退職し、名誉教授となった。その後は、品川歴史館館長、江戸東京博物館初代館長（1993年 - 1996年）をつとめた。
2001年12月の敬宮愛子内親王生誕の「命名の儀」に先立ち、新宮の文運と健康を願って行われる皇室儀式「浴湯（よくとう）の儀」に91歳の高齢で、束帯姿の「読書役（とくしょやく）」として臨んだ。儀式は12月7日午前宮内庁病院内で行われ、新宮が浴殿に参入すると、鳴弦の中『日本書紀』の一節を朗読した。
学界では、1996年、日本学士院会員に選出された。1987年より日本歴史学会会長。また、地方史研究協議会会長、交通史研究会会長も務めた。2007年、多臓器不全のため東京都武蔵野市で死去。

## 受賞・栄典
- 1996年：『馬の文化叢書』でJRA賞馬事文化賞を受賞。
- 1997年：長野県更埴市[13]名誉市民。

## 研究内容・業績
近世史研究
1947年に初の著書となる『江戸時代の農民生活』以降、近世史のなかでも近世の「農村」や「交通」に着目して研究を進め、交通史や農村史の分野の研究を進めた。学習院大学で教鞭を執ったことから昭和天皇や明仁上皇などに日本史を講義するなど、皇室とも深い関わりを持った。近世史を専攻した今上天皇徳仁はゼミの教え子であった。
教科書ならびに一般普及書
日本書籍株式会社の中学校用歴史教科書の執筆者をつとめていた。また、青少年のための学習漫画『少年少女日本の歴史』（小学館刊行）などの執筆・監修者であったことで一般には良く知られている。くずし字解読辞典など工具書の執筆も手掛けた。

## 家族
- 長男：児玉茂幸は元・富士急行観光取締役社長。現在は学習院桜友会の役員。
- 次男：児玉照幸

## 著作
単著
- 『江戸時代の農民生活』大八洲出版 1947
  - 改題『近世農民生活史』1951
  - 新版 2006年[14]
- 『日本の歴史』(中学生全集) 筑摩書房 1952
- 『近世農村社会の研究』 吉川弘文館 1953
  - オンデマンド版[15]
- 『近世宿駅制度の研究：中山道追分宿を中心として』吉川弘文館 1957
  - 増訂版　1965[16]
  - オンデマンド版　2013
- 『佐倉惣五郎』吉川弘文館(人物叢書) 1958
  - 新装版 1985年[17]
  - オンデマンド版 2024年
- 『宿駅』至文堂(日本歴史新書) 1960
  - 増補版 1975年、新版 1983年
- 『日本史』筑摩書房(グリーンベルト新書) 1965
- 『元禄時代』(日本の歴史 16) 中央公論社 1966
  - 文庫化 中公文庫 1974、改版 2005年
- 『大名』(日本の歴史 18) 小学館 1975
  - 文庫改題『大名』(日本史の社会集団 4) 小学館 1990
- 『宿場と街道 五街道入門』東京美術 1986
- 『近世交通史の研究』筑摩書房 1986
- 『中山道を歩く』中央公論社 1986
  - 文庫化 中公文庫 1988

共編
- 『日本史地図』吉川弘文館 1956
- 『物語藩史』北島正元と共編、人物往来社 1964
- 『近世農政史料集』大石慎三郎と共編、吉川弘文館 1966
- 『大名列伝』木村礎と共編 人物往来社 1967
- 『近世交通史料集』(全10巻) 吉川弘文館 1967-1980
- 『二宮尊徳』(日本の名著 26) 中央公論社 1970
  - 改題『二宮翁夜話』中公クラシックス 2012[18]

編纂
- 『くずし字解読辞典』近藤出版社 1970
  - 再版 東京堂出版 1993
- 『近世史ハンドブック』近藤出版社 1972
- 『天皇　日本史小百科』近藤出版社 1978
  - 再版 東京堂出版 1993
- 『くずし字用例辞典』近藤出版社 1981
  - 再版 東京堂出版 1993
- 『常用漢字行草辞典』東京堂出版 1993
- 『漢字くずし方辞典』東京堂出版 1993
- 『御当家紀年録　訳注日本史料』集英社 1998
- 『宿場：日本史小百科』東京堂出版 1999
- 『日本交通史〈新装版〉』吉川弘文館 2018[19]

監修
- 『古文書の語る日本史』（全7巻）筑摩書房 1989-1991
- 『東京都の地名』(日本歴史地名大系 13) 平凡社 2002
- 『日本城郭大系』（全20巻）新人物往来社 1980
- 『少年少女まんが日本の歴史』（全23巻）小学館
- 『まんが人物日本の歴史』（全12巻）小学館
- 『富士山麓史』富士急行創業50周年記念社史（非売品）1977

記念論集
- 児玉幸多先生古稀記念会 編『日本近世交通史研究』吉川弘文館、1979
- 児玉幸多先生古稀記念会 編『幕府制度史の研究』吉川弘文館、1983
- 吉川弘文館『日本歴史』2007年12月号 No.715：歴史手帖・児玉先生を偲ぶ

記念展示
- 没後10年児玉幸多—歴史学に捧げた生涯展, 学習院大学史料館, 2017年6月26日～7月7日

## 児玉幸多に関する参考資料
- 「郷土歴史人物事典 長野」第一法規 1978年
- 井上勲『児玉先生を偲んで』15号、学習院大学史料館、2009年3月31日、237-239頁。CRID 1130282269899706880。hdl:10959/2243。
- 学習院大学『史学会会報』第153号 2007年10月 児玉幸多先生追悼文 - ウェイバックマシン（2012年1月12日アーカイブ分） - 学習院大学史学会
- 青木栄一ほか17名「追悼・児玉幸多先生」『交通史研究』第66巻、交通史学会、2008年、1-31頁。／J-STAGE
- 署名無し（著）、日本歴史地理學會（編）「彙報 全國各大學史學科卒業論文題目（その一）」『歴史地理』第59巻第3号、吉川弘文館、1932年、82-90頁、doi:10.11501/3566637、NCID AN00254866。